# Daniel Billon
Pour les articles homonymes, voir Billon.
Daniel Billon, né le 7 juillet 1927 à La Garenne-Colombes (Seine) et mort le 7 janvier 2004 à Veneux-les-Sablons (Seine-et-Marne), est un dessinateur de bande dessinée et un illustrateur français.

## Biographie
Fils du dessinateur Pierre Billon (1889-1976), Daniel Billon étudie à l'École des Beaux-Arts et devient illustrateur dans l'édition de jeunesse dès 1948, pour Filles de France, puis Radar. En 1962, il entre au journal Pilote où il réalise des bandes dessinées. En 1981, il rejoint L'Écho des savanes. 
Dans les années 1960, Daniel Billon illustre des roman-photos dans le programme TV « Télé Poche ».
Durant les années 1970, il a également illustré de nombreux livres pour la jeunesse, en particulier pour les éditions Hachette tels que les séries Bennett d'Anthony Buckeridge et Tony de Huguette Carrière, parus dans la collection Bibliothèque verte. 
Daniel Billon est surtout connu pour sa collaboration avec Jean-Claude Forest : il reprend Barbarella en 1981 et, en collaboration avec Danie Dubos, Allô - ne quittez pas ! (1982) et Marie de Bois et les sœurs de la côte (1985). Pour le magazine jeunesse Okapi, il crée en 1986 la bande dessinée Force 9, sur un scénario de Patrick Cothias.
Il est également connu sous le nom de Paul Daniel Billon
Il meurt le 7 janvier 2004 à l'âge de 76 ans.

## Œuvre

### Bande dessinée
Note : sélection d'œuvres
- Barbarella no 4 : Le Miroir aux tempêtes, scénario de Jean-Claude Forest
- Allô, ne quittez pas!, scénario de Danie Dubos.
- Marie de bois et les sœurs de la côte, scénario de Danie Dubos, Dargaud, collection Histoires fantastiques, 1985.
- Force 9, Éditions Bayard, 1986, scénario de Cothias.

### Journaux et revues
- Radar
- Choc
- La Vie ouvrière
- Pilote
- L’Écho des savanes
- Marius
- Le Hérisson
- Okapi
- Vaillant

### Illustrations de livres pour la jeunesse

#### Hachette: CollectionBibliothèque verte
Série Bennett d'Anthony Buckeridge
- 1973 - Bennett champion
- 1974 - L'Agence Bennett et Cie
- 1974 - Bennett se met en boule
- 1975 - Bennett dans le bain
- 1975 - Bennett et la Roue folle
- 1976 - Bennett et la Cartomancienne
- 1976 - Bennett et le Général
- 1977 - Bennet entre en scène
- 1977 - Bennett fait son numéro
- 1978 - Bennett et le Pigeon voyageur
- 1978 - Bennett fonde un club
- 1979 - Bennett dans la caverne
- 1980 - Bennett n'en rate pas une
- 1981 - Faites confiance à Bennett !
- 1982 - Bennett en vacances

Série Alice de Caroline Quine
- 1979 - Alice et la Rivière souterraine (illustrations intérieures)
- 1980 - Alice et le Mannequin

Romans hors-séries
- 1967 - La Passerelle ne répond plus, de Gilles Avril (no 329)
- 1968 - Piège à bord, de Gilles Avril (no 351)
- 1968 - Les Trois Mousquetaires (tomes 1 et 2), d'Alexandre Dumas (no 14)
- 1970 - Vingt Ans après (tomes 1 et 2), d'Alexandre Dumas (no 113 et no 114)
- 1970 - L’Énigme de la cale 3, de Gilles Avril (no 410)
- 1970 - Un amour de Coccinelle, de Walt Disney (no 413)
- 1971 - La Nuit de Port-Liberdad, de Gilles Avril (no 444)
- 1972 - Les Aventures de Huck Finn, de Mark Twain
- 1973 - Les Aventures de Tom Sawyer, de Mark Twain.
- 1975 - Belliou la fumée, de Jack London - adaptation nouvelle de P. Lavayssière
- 1977 - Millionnaires en herbe, de Paul Berna
- 1977 - Le Gang des chaussons aux pommes, de Jack Bickham
- 1978 - L'Oncle du Canada, de Ghislaine Laramée
- 1979 - L'Odyssée de Scott Hunter, de Roger Simpson
- 1979 - Capitaines courageux, de Rudyard Kipling
- 1979 - Contes choisis, d'Alphonse Daudet

#### Hachette: Collection NouvelleBibliothèque rose
série Les Pisteurs, d'Edmund Wallace Hildick
- 1969 : Le Club des pisteurs (no 329)
- 1970 : Les Pisteurs et l’homme sans voix (no 335)
- 1970 : Les Pisteurs et le train fou (no 342)

Romans hors-séries
- 1969 : Émile et les Détectives, d'Erich Kästner (no 307)
- 1970 : Le Journal de Delphine, d'Odette Joyeux

#### Hachette: CollectionBibliothèque rose
Série Tony de Huguette Carrière
- 1971 : Tony et l’Énigme de la Zimbollina
- 1972 : Tony et l'Homme invisible
- 1972 : Tony et le Garçon de l'autre planète
- 1972 : Tony et le Masque aux yeux verts
- 1973 : Tony et l'Homme en habit
- 1973 : Tony et le Secret du Cormoran
- 1973 : Tony sur l'Île interdite
- 1974 : Tony et la Maison des ombres
- 1974 : Tony et le Transistor
- 1974 : Tony et les Gens du voyage
- 1975 : Tony et la Cité en folie
- 1975 : Tony lève les masques
- 1975 : Tony et les Drôles de pistolets
- 1976 : Tony et la Perle noire
- 1976 : Tony et le Secret des pendules
- 1977 : Tony tire les Ficelles
- 1978 : Tony et la Valise fantôme
- 1978 : Tony et le Secret du gardian
- 1980 : Tony au carnaval des robots

Série Bobby-la-Science, de Donald Sobol
- 1973 : Les Énigmes de Bobby-la-Science
- 1974 : Bobby-la-Science et les 40 voleurs
- 1975 : Bobby-la-Science a des problèmes
- 1975 : Bobby-la-Science traque et trouve
- 1976 : Bobby-la-Science et les Filous

Série Dick Dickson, d'Edmund Wallace Hildick
- 1977 : Dick Dickson, enquêtes en tous genres
- 1978 : Dick Dickson et le Nain du cirque
- 1978 : Dick Dickson lance le défi
- 1980 : Dick Dickson et l'Assassin des tourterelles

Série Plodoc, de Max Kruse
- 1974 : Plodoc diplodocus de choc
- 1975 : Plodoc en plongée
- 1975 : Plodoc et la Planète inconnue
- 1976 : Plodoc est plein d'aplomb
- 1977 : Plodoc au pôle Nord

Série Poly de Cécile Aubry
- 1970 : Poly à Venise
- 1972 : Poly et son ami Pippo

#### Hachette: CollectionIdéal-Bibliothèque
- 1968 : La Flamme rousse, de Minou Drouet (no 347)
- 1978 : Les Aventures de M. Pickwick, de Charles Dickens
- 1979 : Alice et le Tiroir secret, de Caroline Quine

#### Hachette: CollectionsLes Grands Livres HachetteetLa Galaxie
- 1969 : Les Fables de la Fontaine (Les Grands Livres Hachette)
- 1970 : Blanche-Neige et autres contes de Grimm, de Denis Francois (Les Grands Livres Hachette)
- 1973 : Les Aventures de Tom Sawyer, de Mark Twain (La Galaxie)
- 1974 : Côté Jardin (L'Age heureux), d'Odette Joyeux (La Galaxie)
- 1977 : Jane Eyre, de Charlotte Brontë (La Galaxie)

#### ÉditionsOdège
- 1968 : Le Roman de la momie, de Théophile Gautier.
- 1969 : Guillaume le Conquérant, de Jean Ollivier.
- 1970 : Moby Dick, de Herman Melville. (couverture seulement)
- 1970 : Temoudjin, l'enfant de la steppe, de Paul-Louis Landon.

#### ÉditionsG. P.:Collection Spirale
Série Yann, de Knud Meister et Carlo Andersen
- 1973 : Yann détective (no 3514)
- 1973 : Yann enquête au cirque (no 3515)
- 1974 : Yann et l'Affaire Clausen (no 3527)
- 1974 : Yann et le Mystère du port (no 3526)
- 1974 : Yann et le Voleur de voitures (no 3519)
- 1974 : Yann suit une piste (no 3518)
- 1975 : Yann à l'heure de minuit (no 3536)
- 1975 : Yann en danger (no 3537)
- 1976 : Yann et le Mystère des perles
- 1976 : Yann et le Gang de la drogue
- 1977 : Yann et le Vol des bijoux
- 1978 : Yann pris au piège

Romans hors-séries
- 1972 : Le Jardin dans le désert, d'Ève Dessare no 194
- 1972 : Louis Pasteur à travers le monde fantastique des microbes, de Jean Riverain (no 187)
- 1973 : Le Prisonnier de Syracuse, de Christiane Dollard (no 202)
- 1973 : Opération Sippacik, de Rumer Godden no 196
- 1977 : Le Secret de la forêt gauloise, de Christiane Dollard (no 266)
- 1978 : Le Piège d'or, de James Oliver Curwood (no 284)
- 1978 : L’Honneur des grandes neiges, de James Oliver Curwood (no 283)

#### ÉditionsG. P.: collectionCollection Rouge et Or
- 1975 : La Rivière sans soleil, Fernand Lambert ; Souveraine no 330
- 1975 : La Victoire de Marielle, Ève Dessarre ; Souveraine no 338
- 1978 : Les Grands Navigateurs, d'Alain Bombard

#### ÉditionsDeux coqs d'or

##### collectionL'Étoile d'or
- 1967 : Les Aventures de Prince Noir, d'Anna Sewell ; Série Rouge no 70; (réédition: 1971)
- 1967 : La rouge fleur de Waratah, Mystère en Australie, d'Henriette Robitaillie, Série Rouge no 73; (réédition: 1972)
- 1967 : Le Chevalier de Lagardère, de Paul Féval ; Série rouge no 80
- 1968 : Le Mystère de la perruque noire, de Pia Maria Sorrentino ; Série Rouge no 85 (réédition: 1971)

##### Hors collection
- 1968 : Les Enfants de Pompéi ou Le Jeu du Roi, de Marcelle Lerme-Walter

#### Autres éditeurs
- 1957 : Colin Lantier, de Jean Ollivier ; coll. Mille épisodes, Éditions la farandole
- 1961 : Les Équipiers de la Berlurette ; Berlurette contre Tour Eiffel, de Pierre Gamarra ; Éditions la farandole no 100, coll. « Mille épisodes »
- 1962 : Le Mystère de l'ancre coralline, de Magda Contino ; Éditions Bourrelier, coll. Marjolaine. Prix jeunesse 1962
- 1980 : Tartarin sur les Alpes, d'Alphonse Daudet ; Éditions Dargaud, coll. Lecture et Loisir
- 1983 : L'Odyssée de Homère ; Éditions Dargaud, coll. Lecture et Loisir no 347
- 1983 : Lilia entre l'air et l'eau, de Jean-Claude Forest ; Éditions Casterman, coll. L'Ami de poche

### Ouvrages sociologiques et scolaires
- 1971 : Découvrir et connaître le ciel, de Henri Leclercq, Éditions Hachette.
- 1975 : Les Misères de l'abondance : sept questions sur la croissance, de Jean Gray et Daniel Carrière, Éditions Entente, coll. : Vivre demain.
- 1975 : Partage ou chômage : le choix de l'industrie mondiale, de Bernard Carrère, Éditions Entente, coll. Vivre demain.
- 1976 : Piazza duomo, de Gilbert Brunet, René La Borderie et Jean Barrère, Éditions Armand Colin, cop. (livre scolaire : 1re année d’italien).
- 1977 : Belli ciao !, de René La Borderie, Jean Barrère, Livio Maschio, Éditions Armand Colin, coll. Brunet-Laborderie (livre scolaire : 2e année d’italien).